# Åkerö

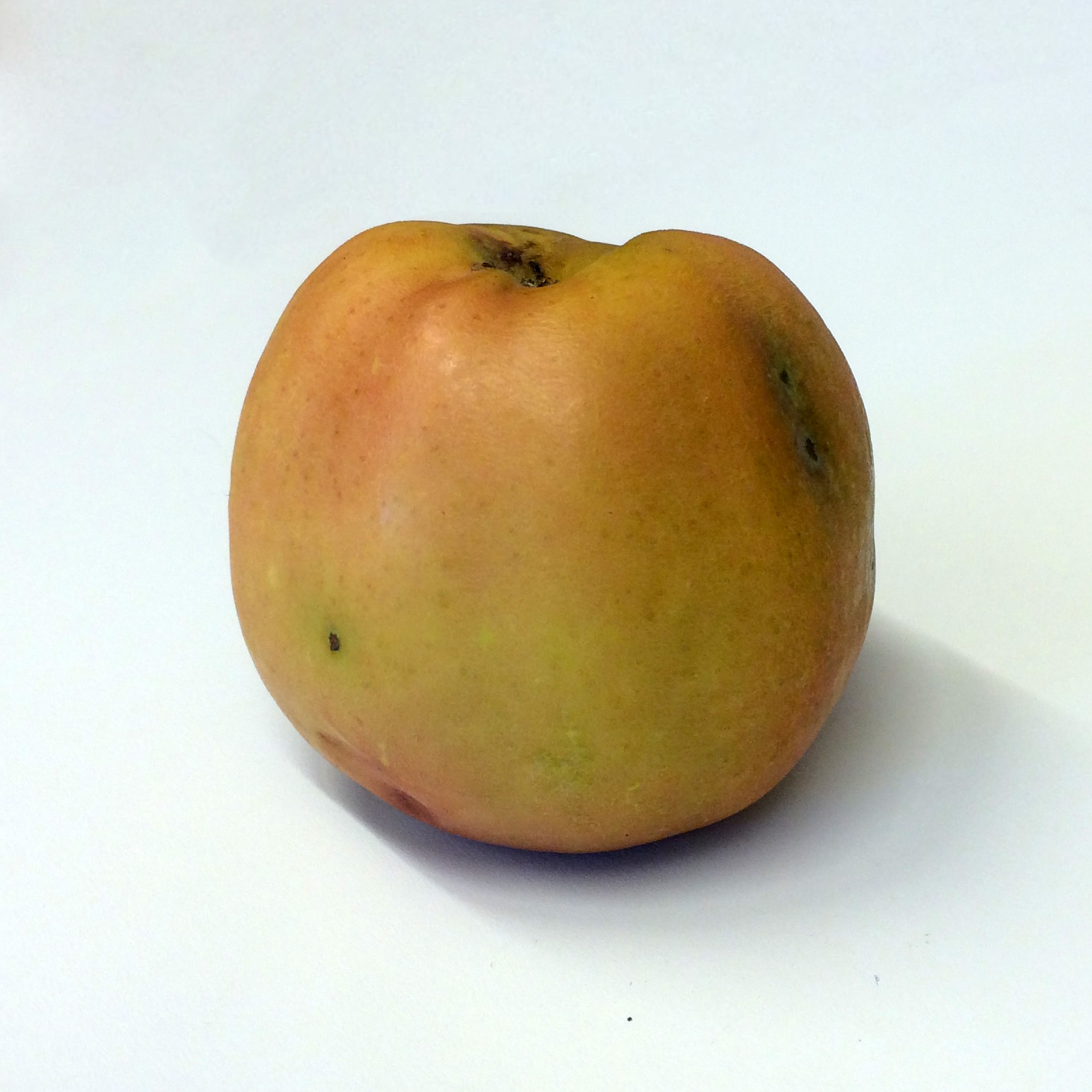
Jablka odrůdy Åkerö ze zámku Åkerö.

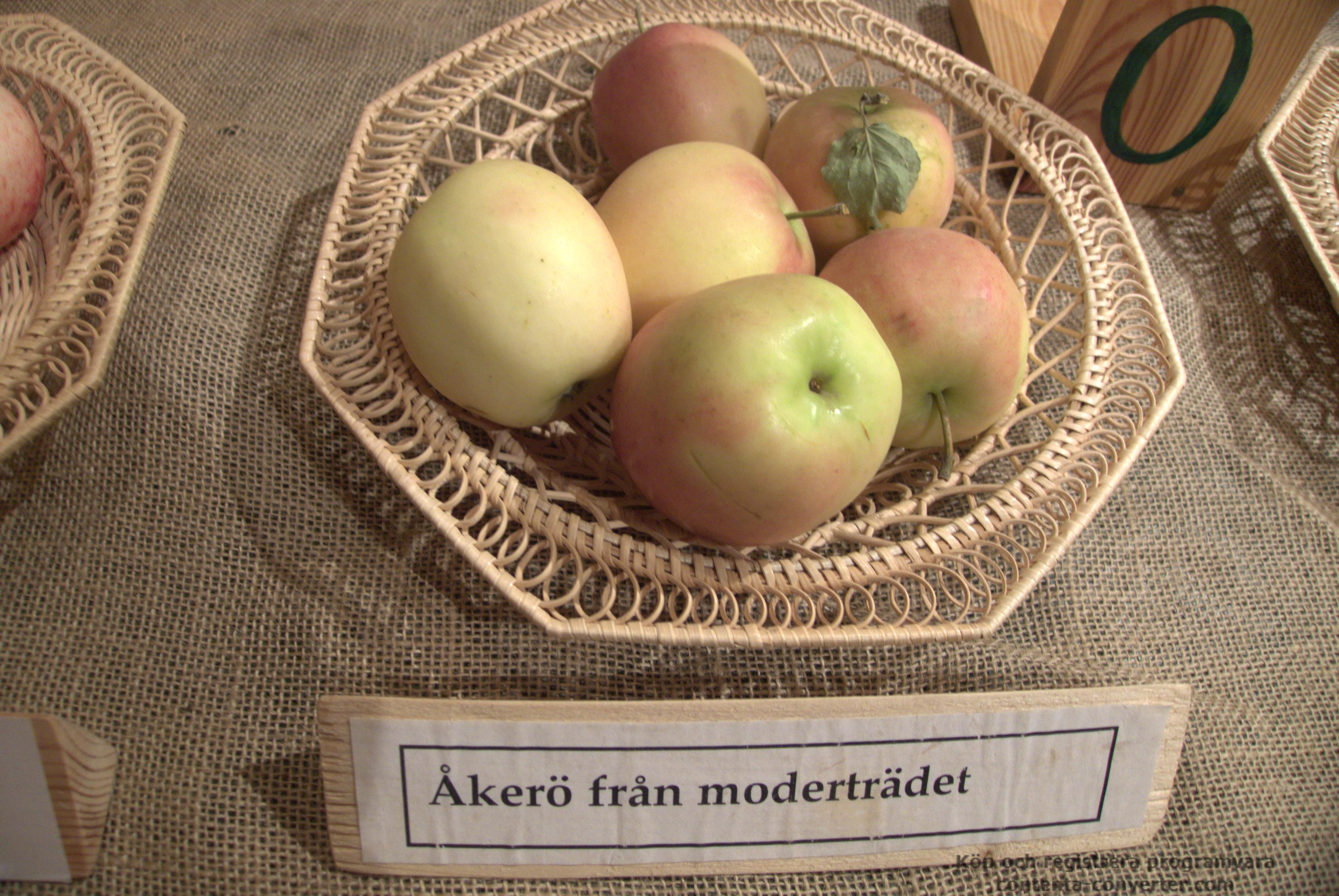
Jablka odrůdy Åkerö ze zámku Åkerö.

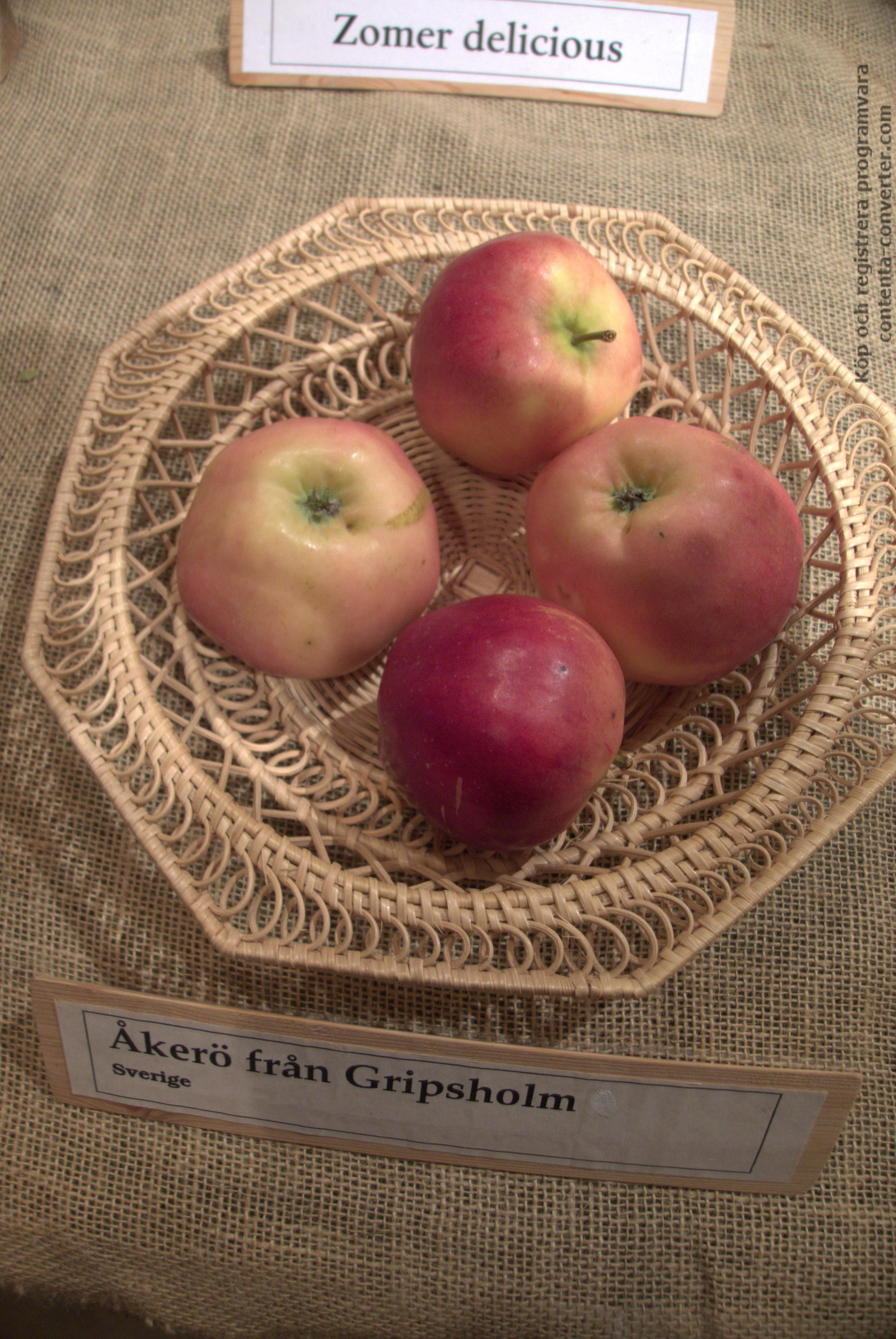
Jablka odrůdy Åkerö ze zámku Gripsholm.

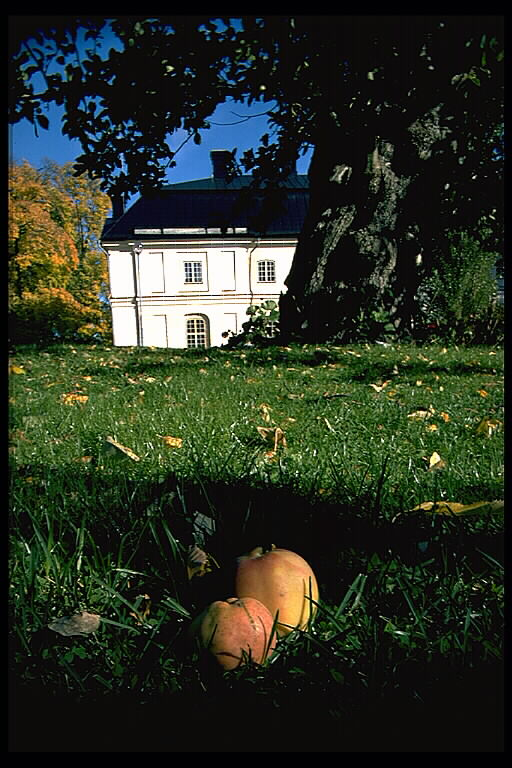
Nejstarší strom a jablka odrůdy Åkerö u zámku Åkerö

Åkerö (čti óšerö) je velmi stará odrůda jablek, zřejmě nejstarší evropská odrůda jablek. 

## Historie
Odrůda Åkerö je známá již z 15. století. Tradičně se uvádí, že pochází ze Švédska, ale její původ je ve skutečnosti nejistý. Pojmenována byla podle zámku Åkerö v jižním Švédsku, kde na zahradě roste nejstarší strom. Některé zdroje uvádí, že tato odrůda byla do Švédska na zámek Åkerö přivezena z Nizozemí v roce 1759. Není však jisté, zda mezi dovezenými stromy byla odrůda Åkerö. Pomolog C. G. Dahl považoval jablko za totožené se Schmidtovým Junkerapfel.  První oficiální informace o této odrůdě pocházejí z roku 1858, kdy ji popsal a po zámku Åkerö pojmenoval pomolog Olof Eneroth. Ve Švédsku je tato odrůda velmi oblíbená a je považována za nejlepší švédské jablko. V minulosti se hojně pěstovala v celé Skandinávii a v severním Německu. V Česku se pěstuje v starších výsadbách v Moravském krasu, Krkonoších a Bílých Karpatech. 

## Charakteristika
Růst stromu je střední, dosahuje výšky až 8 metrů, koruna má kuželovitý tvar a je náročnější na kvalitní řez. Odrůdu lze pěstovat na všech tvarech, pro nízké tvary jsou vhodné slabé podnože. Jabloně této odrůdy lze úspěšně pěstovat i ve vyšších polohách do 800 m n. m. Odrůda je silně mrazuodolná a i květy  jsou velmi odolné proti namrzání. Odrůda Åkerö je dobrým opylovačem. Plody jsou střední velikosti s hladkou, leskle světle žlutě cihlovou slupkou, se slabě tmavým žíháním. Dužnina je žlutobílá, měkká, šťavnatá, chuť je sladce navinulá, polosladká, kořenitá, celkově je hodnocena jako dobrá. Tvar plodu je nepravidelný, zhranatělý, soudkovitý nebo vejčitý až válcovitý. Plody dozrávají v říjnu, konzumní zralosti dosahují v prosinci až březnu.  Plody při dozrávání silně padají. Plodnost je pravidelná a brzká, do 5 let po výsadbě. Výše sklizně bývá střední s velkým odpadem. Odrůda Åkerö je odolná proti strupovitosti a padlí. Jablka se hodí k přímé konzumaci, ale i ke kuchyňskému zpracování.

##### Další názvy
Aakero, Akera, Akero galsaplple, Akero-apple, Akeroaeble, Akeroapfel, Akeroaple, Akeroglasaplen, Apfel von Akero, Okera, Okere, Schmidt's Junkerapfel, Schmidts Junkerapfel.